# Sydkazakstan
Sydkazakstan (kazakiska: Оңтүстік Қазақстан, Ongtüstik Qazaqstan) är en provins i södra Kazakstan med en yta på 117 300 km² och som hade 2 141 900 invånare år 2005. Provinsens huvudstad är Sjymkent.